# Xanthomima cyanoxantha
Xanthomima cyanoxantha là một loài bướm đêm trong họ Geometridae.